# Ozren (Zlatar)
Pour les articles homonymes, voir Ozren.
L'Ozren (en serbe cyrillique : Озрен) est une montagne de Serbie située dans la chaîne du Zlatar et dans les Alpes dinariques. Son point culminant, le pic de la Revuša, s'élève à une altitude de 1 693 m.

## Géographie
Le mont Ozren est situé au sud-ouest de la Serbie centrale. Il est entouré par les monts Jadovnik à l'ouest, Javor au nord et Giljeva à l'est. L'une des principales rivières de la chaîne du Zlatar, l'Uvac prend sa source dans la montagne.

## Infrastructures et localités
Le nord de l'Ozren est longé par route nationale 8, qui mène de Prijepolje à Sjenica et, au-delà, à Novi Pazar. Une route régionale longe les pentes orientales de l'Ozren en direction du sud, conduisant de Sejenica à Trešnjevica (97 hab.) en passant par le col de Jelenak (1 514 m) ; le village de Trijebine (397 hab.) est situé en bordure du massif,.